# Никола Гърков
Никола Гърков е български революционер, гевгелийски войвода на Вътрешната македоно-одринска революционна организация.

## Биография
Гърков е роден в град Кукуш, тогава в Османската империя, днес Килкис, Гърция. В 1891 година завършва българската католическа семинария в Солун, а по-късно консерватория в Женева, Швейцария. Връща се в Македония и влиза във ВМОРО, привлечен от Даме Груев, който го отклонява от желанието му заедно с Аргир Манасиев да постъпи във Военното училище в София и Гърков става униатски учител в Кукуш.
След това е учител в българската гимназия в Битоля през учебната 1905/1906 година, където става председател на околийския революционен комитет. От края на 1907 година е самостоятелен гевгелийски войвода. Загива в сражение с турска войска на 18 март 1908 година край гевгелийското село Моин заедно с четника Стоян Бойчош от Ошин.